# Капельгородський Пилип Йосипович
Пилип Йосипович Капельгородський (*14 (26) листопада 1882, с. Городище (нині Недригайлівський район Сумської області України) — † 19 травня 1938, Полтавщина) — український письменник, представник розстріляного відродження.
Жертва сталінського терору.

## Життєпис
Народився в селі Городище (тепер Недригайлівського району на Сумщині) в багатодітній сім'ї.
Навчався в сільській школі . За протекцією священника Василя Флоренського батько багатодітної родини (одинадцять дітей було в Йосипа Михайловича Капельгородського, колишнього кріпака князя Щербатова, та біднячки Уляни Федорівни) відвіз Пилипка з «маленького і убогого» Городища в Роменську духовну школу. "Ти пойми, чудак ти такий: вічний предстатель буде за тебе перед престолом Божим, " — так переконав отець Василь. Тож 16 серпня 1893 року одинадцятилітній хлопчик розпочав чотирирічний курс навчання в бурсі. "Я був найменший у всій школі і, мабуть, наймиршавіший, " — пригадував пізніше. Учився добре і невдовзі посів перше місце, однак перевагу надавав товариським обов'язкам. Був охочий до всіляких витівок проти шкільного режиму. Бурсацька система виховання так допекла майбутнього «заступника Христа на землі», що він пожбурив у вікно ненависного наставника нічного горщика. Другого дня,15 січня 1897 року «за бунтарство» він був виключений зі школи: йому видали свідоцтво, де у графі дисциплін стояла цифра «5», а в графі поведінки — «1».
   Та саме дякуючи Пилипу Капельгородському дізнаємось про жахливий режим і гнітючу атмосферу, що панувала в духовній школі. У травні-вересні 1909 р. в армавірській тюрмі була написана автобіографічна повість-хроніка «Записки семінариста», в якій він розповів про Ромни, своє навчання, дав блискучі характеристики своїм вихователям-наглядачам. Під тиском батьків змушений був вступити до Полтавської духовної семінарії.   У Полтавській духовній семінарії навчався разом з Симоном Петлюрою. Той, старший на три роки, сам підійшов: «Я чув про вас і хочу познайомитись: Симон Петлюра. Нам треба гуртувати кращих товаришів і будити національну свідомість». Юнаки мали спільні уподобання, водночас кохали попівну Параскеву, яка віддала перевагу Пилипові, не тільки тому, що був молодшим. "Може, відчувала, що вік Петлюри виявиться коротшим за обірване на слові життя Капельгородського. Симона, одного із творців української державності, знищать1926 року в Парижі, а Капельгородського розстріляють більшовики 1938 року в Полтаві, " — писав Ростислав Синько.
За участь у селянських заворушеннях на Полтавщині 1902 р. його арештовує поліція. Пересвідчившись у неминучості викриття його як заколотника бунту, Капельгородський на п'ятому році навчання подає прохання про звільнення з семінарії і тікає на Кубань. Там учителює і бере найактивнішу участь у революційно-визвольній боротьбі, за що потрапляє до армавірської тюрми.
Вирвавшись на волю восени 1909 р., Капельгородський переїздить на Північний Кавказ, де активно співпрацює в газеті «Терек» як публіцист.
Після революції 1917 повернувся на Україну і після численних арештів та низки пригод, пов'язаних зі складним і неоднозначним ставленням до нової влади, почав працювати в редакціях газет «Вісті ревкому», «Червона Лубенщина», «Більшовик Лубенщини». Як сатирик і публіцист, надрукував на сторінках газет Полтавщини понад півтори тисячі фейлетонів, віршів, гуморесок, статей.

### Загибель
19 березня 1938 року був заарештований, а 5 квітня 1938 р. «особливою трійкою» НКВС по Полтавській області Капельгородського було засуджено до розстрілу на підставі вигаданих звинувачень у націоналізмі.
Вирок виконано у травні 1938 року.
У січні 1956 р. Пилип Капельгородський був посмертно реабілітований.

## Творчість
Належав до літературної організації «Плуг».  За початок літературної діяльності вважав грозовий 1905 рік — час виходу у світ альманаху тогочасних початківців «Перша ластівка», в якому було надруковано кілька юнацьких віршів.
«Один із кращих прозаїків  українського красного мистецтва» (за визначенням Михайла Стельмаха) пізніше самостійно підготувався і блискуче склав екстерном екзамен на народного учителя в Роменському реальному училищі. Де б він не працював потім: у школі чи на журналістській роботі, полонив усіх простотою, людяністю, скромністю й водночас багатим внутрішнім змістом. Ця добра й велика душа будила, об'єднувала й спрямовувала всі накопичені здорові сили, що доти дрімали в багатьох на добрі діла. За словами О.Ковіньки, Пилип Йосипович говорив: «Молоді мої побратими! Знайте, сміховинна тропа тяжка, на оцій крутій і вельми складній стезі троянди вам нюхати не доведеться. Але ви … не згинайтеся! Пишіть гостро, дотепно, соковито…» У цій скромній, тихій, трохи згорбленій людині сиділа могутня сила. Куди б не кидала доля, він, як тільки мав змогу порядкувати бодай на клаптику землі, перетворював його у квітучий сад. Так було на Кубані, в селі Успенському під Армавіром, і в кізляро-астраханській напівпустелі. У Карангої він не тільки відкрив дві школи, пансіон та Народний будинок із чудовою бібліотекою й синематографом, а й викопав один з найкращих у тогочасній Росії артезіан прісної води, створив великий рибний ставок і за сім років самовідданої праці в країні пекельної спеки за допомогою бобової рослини донника зупинив піски. Там виріс прекрасний сад, море квітів. На неплідному піску письменник вирощував восьмикілограмову капусту, тридцятикілограмові кавуни.
В історію літератури Пилип Капельгородський увійшов як талановитий поет і прозаїк, публіцист, сатирик і гуморист, як один із зачинателів української радянської літератури.
Найпомітніші його твори — історико-революційний роман «Шурган» (1932), у якому яскраво відтворено одну з найтрагічніших сторінок громадянської війни на Кубані, трагедійна повість «Аш хаду» («Я стверджую») — перший прозовий твір про животіння караногайського народу в умовах царської «тюрми народів».
Оповідання «Червоноармієць Кучеренко», що вийшло друком у у Харкові в 1931 році, на фоні подій бою під Лубнами 15-18 серпня 1919 року показує жахіття громадянської війни в Україні. У примітці до оповідання Пилип Капельгородський зазначив, що розповів історію, яка сталась насправді, змінивши лише місце подій.
Найкращим його твором є автобіографічна повість-хроніка «Записки семінариста», написана в армавірській в'язниці, в якій описаний аракчеєвський режим і атмосферу, що панувала в Роменській бурсі та Полтавській духовній семінарії.
Також написав сатиричну повість «Непорозуміння» (1928), романи «Артезіан» та «Оборона Полтави», що побачили світ лише після смерті письменника.
«Людиною революційного духу і революційного гарту» назвав Михайло Стельмах Капельгородського.